# セッラ・リッコ
セッラ・リッコ(イタリア語: Serra Riccò)は、イタリア共和国リグーリア州ジェノヴァ県にある、人口約7,800人の基礎自治体（コムーネ）。

## 地理

### 位置・広がり

#### 隣接コムーネ
隣接するコムーネは以下の通り。
- カゼッラ
- ジェーノヴァ
- ミニャーネゴ
- モントッジョ
- サントルチェーゼ
- サヴィニョーネ

### 地震分類
イタリアの地震リスク階級 (it) では、3 に分類される
。

## 行政

### 分離集落
セッラ・リッコには、以下の分離集落（フラツィオーネ）がある。
- Castagna, Mainetto, Orero, Pedemonte (sede comunale), Prelo, San Cipriano, Serra, Valleregia